# Muzeum Bitwy i Starego Geszer

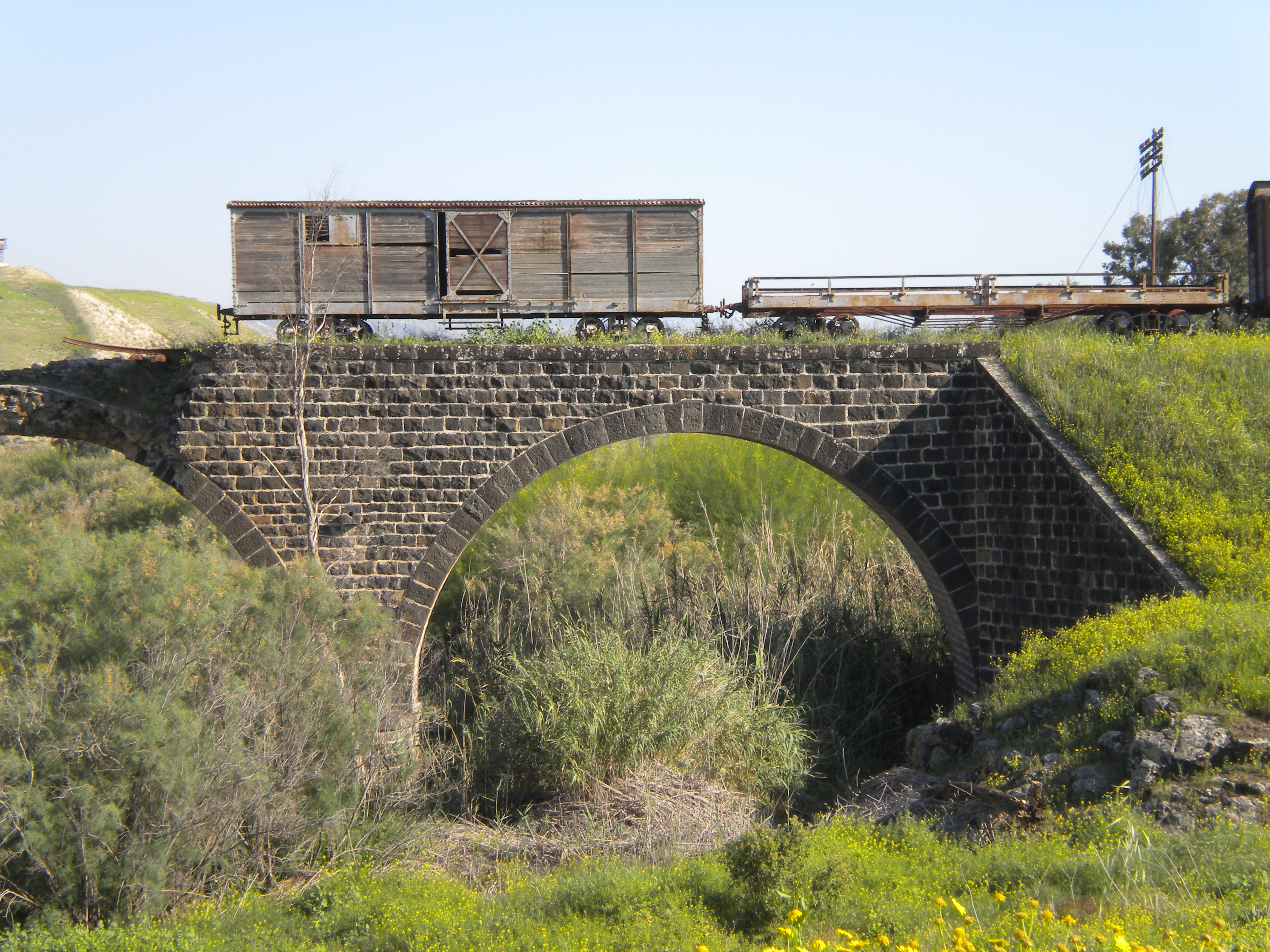

Muzeum Bitwy i Starego Geszer (hebr. חצר גשר הישנה) – miejsce pierwotnego położenia kibucu Geszer, który został podczas I wojny izraelsko-arabskiej w 1948 roku prawie całkowicie zniszczony. Po wojnie kibuc przeniesiono w jego obecną lokalizację, natomiast opuszczone miejsce zostało w 1992 roku odnowione i jest wykorzystywane jako historyczne muzeum. Ukazuje ono historię powstania kibucu Geszer oraz przebieg bitwy o Geszer.

## Historia
W latach 1903–1905 władze tureckie wybudowały w północnej części Palestyny linię kolejową Doliny. Ta strategiczna linia komunikacyjna była odnogą linii Kolei Hidżaskiej, która łączyła Damaszek z Medyną. Odnoga przebiegająca przez Dolinę Jordanu łączyła główną linię kolejową z portowym miastem Hajfa. Znajdowały się tutaj mosty na rzece Jordan. Strategiczne znaczenie tej okolicy bardzo szybko dostrzegli Żydzi, którzy od początku XX wieku systematycznie rozwijali osadnictwo żydowskie w Palestynie. W wyniku I wojny światowej w 1918 roku cała Palestyna przeszła pod panowanie Brytyjczyków, którzy w 1921 roku utworzyli Brytyjski Mandat Palestyny. W 1930 roku w pobliżu tego miejsca wybudowano elektrownię wodną Naharajim. Znajdowały się tutaj także mosty graniczne na rzece Jordan, które umożliwiały komunikację pomiędzy Mandatem Palestyny a Emiratem Transjordanii i położonym bardziej na północnym wschodzie francuskim Mandatem Syrii i Libanu. Podczas arabskiego powstania w Palestynie (1936–1939) Brytyjczycy wybudowali tutaj fort policji (Fort Tegart) Bridge. Strzegł on tutejszych mostów i nadzorował ruch graniczny. W takich okolicznościach w 1939 roku został założony kibuc Geszer. Była to typowa jak na tamte czasy rolnicza osada obronna, posiadająca palisadę obronną i wieżę obserwacyjną. Nazwę zaczerpnięto od sąsiedniego mostu na rzece Jordan – hebrajskie słowo „geszer” oznacza w języku polskim „most”. Na zachód od kibucu znajdował brytyjski fort policji Bridge, którego obecność wpływała na poprawę warunków bezpieczeństwa. Pomimo to warunki życia pierwszych mieszkańców kibucu były bardzo trudne. Musieli oni łączyć ciężką pracę ze służbą wartowniczą. Pionierzy pracowali przy osuszaniu tutejszych pól i cierpieli z niedożywienia oraz chorowali na malarię roznoszoną przez komary. Przy kibucu powstała stacja kolejowa Geszer (linia kolejowa Doliny).
W poszukiwaniu skutecznego rozwiązania narastającego konfliktu izraelsko-arabskiego w dniu 29 listopada 1947 roku została przyjęta Rezolucja Zgromadzenia Ogólnego ONZ nr 181. Zakładała ona między innymi, że kibuc Geszer miał znaleźć się w granicach nowo utworzonego państwa żydowskiego. Arabowie odrzucili tę rezolucję i dzień później doprowadzili do wybuchu wojny domowej w Mandacie Palestyny. Pierwszymi celami ataków stały się żydowskie linie komunikacyjne, a następnie linia kolejowa Doliny. W jednej z takich zasadzek, już w listopadzie 1947 roku zginęło dwóch członków kibucu Geszer. Rozwój wydarzeń w kolejnych miesiącach doprowadził do powstania planu arabskiej inwazji na Palestynę. W rezultacie, w kwietniu 1948 roku po jordańskiej stronie rzeki Jordan rozpoczęła się koncentracja irackiego korpusu ekspedycyjnego, w skład którego wchodziły siły Legionu Arabskiego. Obie strony dobrze rozumiały strategiczne znaczenie tutejszych mostów, i zdawały sobie sprawę z roli jaką odgrywał kibuc Geszer przy ich kontrolowaniu. Gdy 27 kwietnia 1948 roku Brytyjczycy ewakuowali załogę swojego fortu Bridge, natychmiast ich miejsce zajęło szesnastu żydowskich żołnierzy z kompanii szturmowej Palmach. Jeszcze tej samej nocy kibuc Geszer został zaatakowany przez arabską milicję. Atak był wspierany przez ogień karabinów maszynowych batalionu piechoty jordańskiego Legionu Arabskiego. Na odgłos walki do kibucu zaczęli docierać ochotnicy z sąsiednich osiedli żydowskich położonych w Dolinie Bet Sze’an. Starcia trwały przez cały kolejny dzień. Rankiem 29 kwietnia do kibucu dotarł konwój dwóch opancerzonych autobusów, chronionych przez trzy pojazdy pancerne i żołnierzy z 12 Batalionu Brygady Golani. Dowieźli oni zapasy amunicji, żywność i leki. Konwój miał przeprowadzić ewakuację 50 dzieci z kibucu, jednak ciężki ostrzał uniemożliwił wyjazd pojazdów. Przez cały kolejny dzień trwały ciężkie walki, podczas których Arabowie zbliżali się na odległość 50 metrów od fortu Bridge. Wszystkie ataki zostały jednak odparte. Ewakuację dzieci przeprowadzono dopiero kolejnej nocy. Autobusy dostały się jednak pod ciężki ostrzał prowadzony ze wzgórza położonego na zachód od kibucu. Dwa autobusy zostały bezpośrednio trafione, a jeden zapalił się. Rannych zostało trzech żołnierzy żydowskich. Dzieci przewieziono do klasztoru w Hajfie (przebywały tam przez dwadzieścia dwa miesiące). W rejonie kibucu ostra wymiana ognia trwała do południa 30 kwietnia, kiedy Arabowie wycofali się na pozycje na wschód od rzeki Jordan. Następne dwa tygodnie obrońcy wykorzystali na rozbudowę pozycji obronnych. Widząc po stronie jordańskiej przygotowania do inwazji, strona żydowska wysadziła w nocy 14 maja tutejsze mosty. W ten sposób wyłączono z ruchu całą linię kolejową i utrudniono wojskom arabskim przedostanie się na drugi brzeg rzeki Jordan. Podczas I wojny izraelsko-arabskiej doszło do bitwy o Geszer (15–17 maja 1948), podczas której żydowscy obrońcy powstrzymali natarcie wojsk jordańskich i irackich. Jednak ciężki ostrzał artyleryjski zniszczył większość budynków w kibucu. Po wojnie zniszczony kibuc został odbudowany kilkaset metrów na zachód od swojej pierwotnej lokalizacji.
W 1989 roku kibuc rozpoczął współpracę z Radą Ochrony Dziedzictwa Izraela i Żydowskim Funduszem Narodowym, rozpoczynając prace renowacyjne zabytkowych miejsc, które w 1992 roku zostały otworzone dla zwiedzających.

## Zbiory muzeum
Celem muzeum jest przedstawienie początków osadnictwa w tym rejonie, ze szczególnym uwzględnieniem historii osady Geszer i bitwy o ten kibuc.
W odrestaurowanej piekarni prowadzone są warsztaty z wypieku chleba. Na przystanku stoi stary autobus, który prezentuje transport publiczny z czasów powstawania kibucu. Odnowiona jadalnia jest jedynym budynkiem, który przetrwał arabski ostrzał podczas wojny. Stara stacja kolejowa Geszer również została odnowiona. W przeszłości służyła ona jako miejsce kwarantanny zwierząt. Obecnie jest wykorzystywana jako restauracja. W starym schronie, który służył jako siedziba dawnego kibucu, urządzono Muzeum Wojny o Niepodległość. Można obejrzeć w nim pamiątki z okresu wojny, zdjęcia, dokumenty i broń. Zwiedzającym wyświetlany jest także film na temat wojny i bitwy o Geszer. Przy budynku stoi transporter opancerzony z czasów wojny. Dodatkową atrakcją są przejażdżki drogowym pociągiem do granicznego mostu na rzece Jordan. Jest tu punkt widokowy na Jordanię. W pobliżu znajduje się stary brytyjski fort policji Bridge oraz odnowiony karawanseraj.